# ギョベクリ・テペ
ギョベクリ・テペ（トルコ語: Göbekli Tepe、クルド語: Girê MirazanまたはXerabreşkê） は、アナトリア南東部、シャンルウルファ（旧名・通称ウルファ、古代名エデッサ）の北東12km郊外の丘の上にある新石器時代の遺跡。遺丘の高さは15メートル、直径はおよそ300メートルに及ぶ。地名は「太鼓腹の丘」の意。標高はおよそ760メートル。1996年からドイツの考古学チームにより発掘調査が行われ、チームの指揮を執ったクラウス・シュミットが他界する2014年まで続いた。
ギョベクリ・テペの遺丘に残された構造物は非常に古く、紀元前1万年から紀元前8000年の期間に建てられた。祭祀に用いられたと考えられるこれらの構造物には2段階の発達が見られる。第一段階（先土器新石器A）では巨大な丁字型の石柱がいくつも円を描くように並べられている。物理探査（リモートセンシング）により石柱の総数は200本以上、それらの描き出す円が20確認されている。各石柱は6メートル以上、重さは20トン。それらが基盤岩に穿たれた穴にはめ込まれている。第二段階（先土器新石器B）では石柱は小さくなり、磨かれた石灰の床を持つ長方形の部屋に立てられた。遺丘の隣に位置し発掘調査が待たれている構造物は1万4000年から1万5000年前のものであることがトポグラフィック・スキャンによって明らかにされた。これはともすれば更新世を1000年遡行することになる。先土器新石器B期が終わると遺跡は打ち捨てられた。比較的新しい構造物にはギリシャ・ローマ時代のものも見られる。
この構造物が何に使われていたのかははっきりしていない。発掘に携わったクラウス・シュミットは初期新石器時代の神殿だと信じていた。

## 遺跡の発見

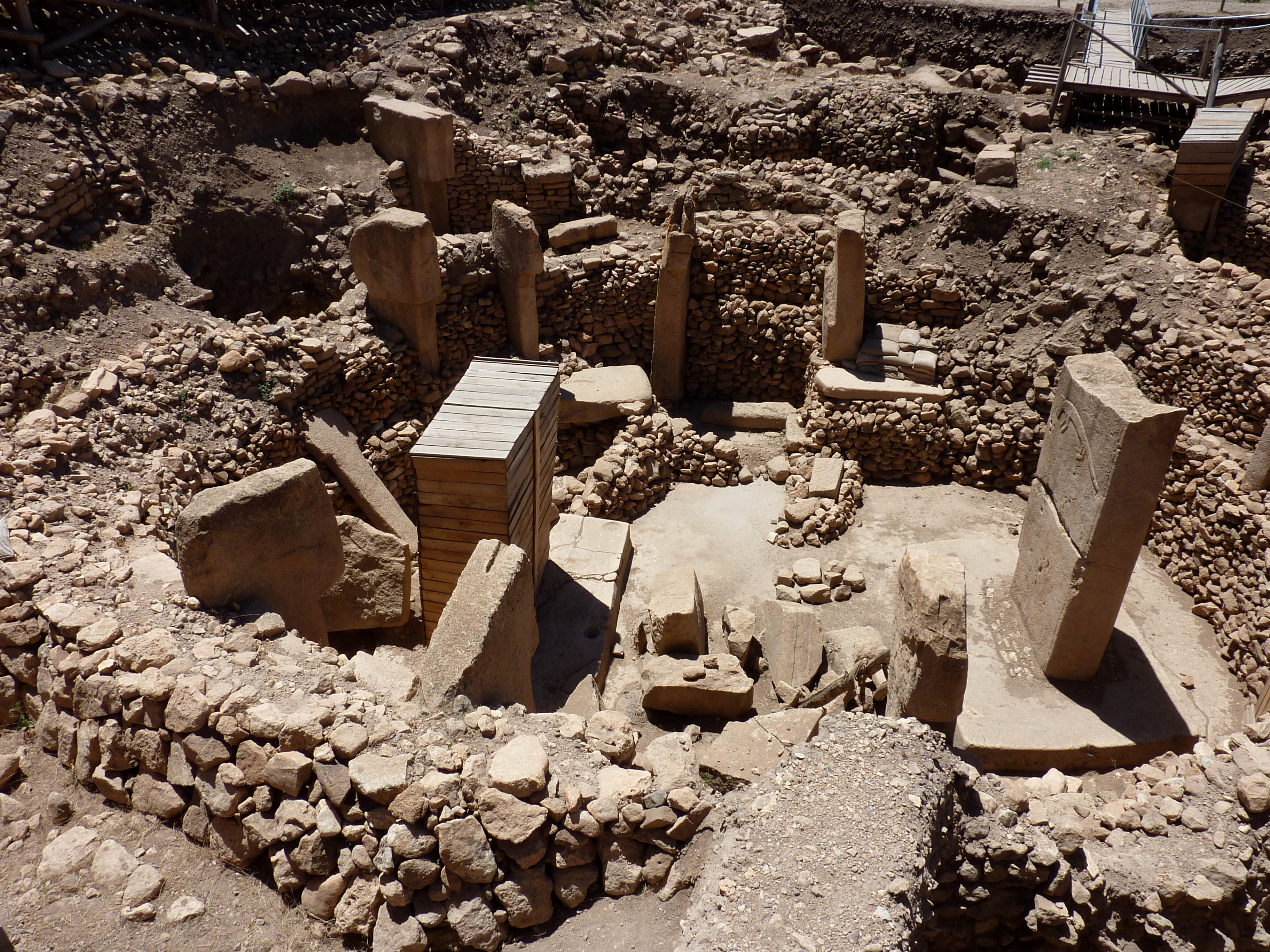
ギョベクリ・テペの遺構

1963年にイスタンブール大学とシカゴ大学が共同で行った一般調査の中で初めてこの遺跡について記録された。アメリカの考古学者ピーター・ベネディクトは遺丘に新石器時代の痕跡を認めたが、ギョベクリ・テペを新石器時代の地層が東ローマ帝国時代、イスラム時代に墓地として覆われたものだと仮定した。調査の記録のなかでは無数の燧石（フリント）について触れられていた。そして巨大な石灰岩の石板、すなわち丁字型の石柱の地上に現れている部分は墓標であると考えられた。遺丘は長い間農耕に晒されてきた。幾世代にもわたる地元住民がしばしば邪魔な石をどかしては積み上げてきた。その過程のなかで考古学上重要な遺構も破壊された可能性がある。
1994年、先んじてネヴァル・チョリでの発掘に携わっていたドイツ考古学研究所（German Archaeological Institute）のクラウス・シュミットは次なる発掘場所を探していた。この地域の考古学の文献を見返しているとシカゴ調査団の残したギョベクリ・テペに関する簡単な説明が目に留まり、彼はもう一度調査をしてみようと決心した。彼のネヴァル・チョリでの経験から、記述に残されていた燧石や石板が丁字型の石柱の一部であろうと見当をつけたものだった。
翌年、彼はシャンルウルファ博物館（Şanlıurfa Museum）と共同で発掘に着手した。すぐに巨大な丁字型の石柱が姿を見せる。そのうちのいくつかは明らかに粉砕しようとしたような痕跡が見られた。おそらく石柱を変哲の無い普通の岩と考えた農夫によるものである。近くの新石器時代の遺跡ギュルジュテペ（Gürcütepe）の発掘調査の開始は2000年を待つことになった。

## 年代測定

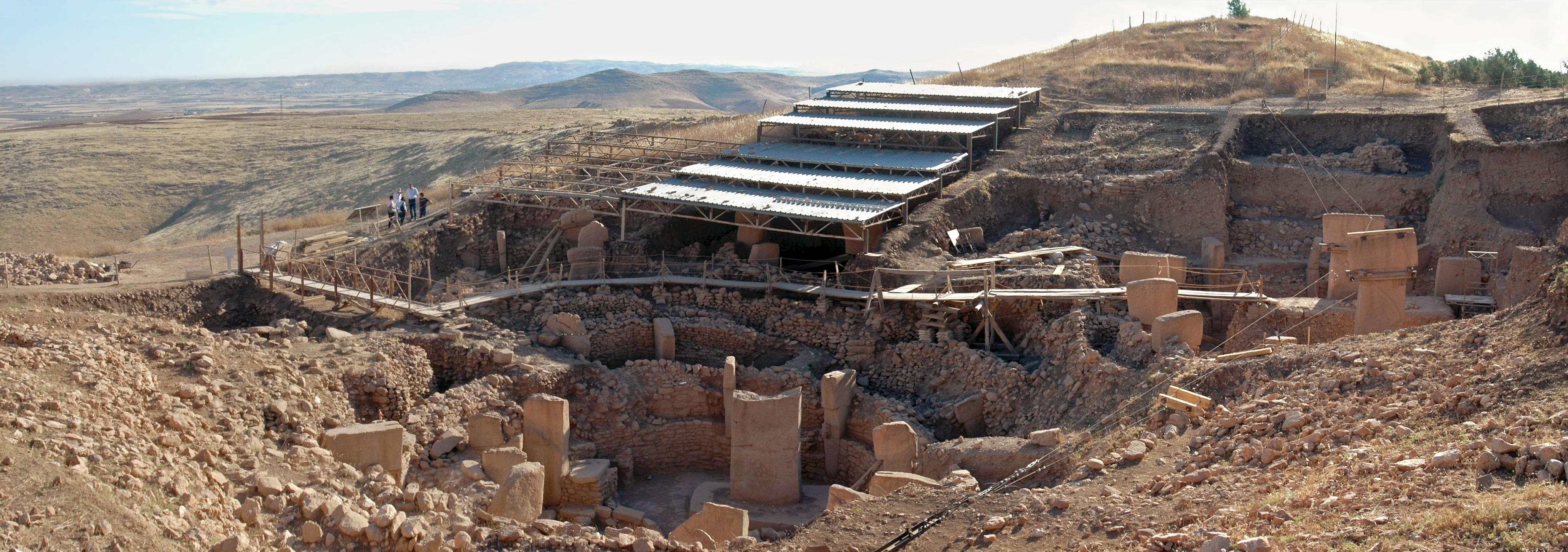
発掘作業の様子

層序学はギョベクリ・テペの、少なくとも亜旧石器時代から始まる幾世紀にもわたる活動の痕跡を示している。続く時代（先土器新石器A）に建てられた構造物は紀元前10千年紀のものと特定された。先土器新石器Bの紀元前9千年紀に建てられた小さい建物群は地中に埋まったままになっている。
いくつかの放射性炭素年代測定が行われている。標準偏差と誤差範囲で推定される年代を以下に記す。
| Lab-Number | Date BP   | Cal BCE   | Context     |
| ---------- | --------- | --------- | ----------- |
| Ua-19561   | 8430 ± 80 | 7560–7370 | enclosure C |
| Ua-19562   | 8960 ± 85 | 8280–7970 | enclosure B |
| Hd-20025   | 9452 ± 73 | 9110–8620 | Layer III   |
| Hd-20036   | 9559 ± 53 | 9130–8800 | Layer III   |

Hdサンプルは最も低い位置の木炭から採取され、これは実際に遺跡が使用されていた時代のものだと思われる。Uaサンプルは石柱に付着していたペドジェネシス炭酸塩から採取、これは遺跡が放棄された時代（すくなくともこの時期には放棄されていた時代）を示す。

## 構成
ギョベクリ・テペは不毛で平坦な台地に位置している。台地はあらゆる方向に扇状地を広げている。北へ向かうと細く伸びる台地がそのまま山脈へとつながる。それを除けば台地から伸びる尾根は急峻な勾配となり、あるいはそのまま断崖へと導かれている。遺丘に加えてこの尾根の上部にも無視できない人類の痕跡がある。発掘調査は遺丘の南斜面、イスラムの巡礼の痕跡を示すクワの木の南と西側で行われた。しかし遺物は台地の全域から発見される。調査団は大量の石器を発見している。

### 台地

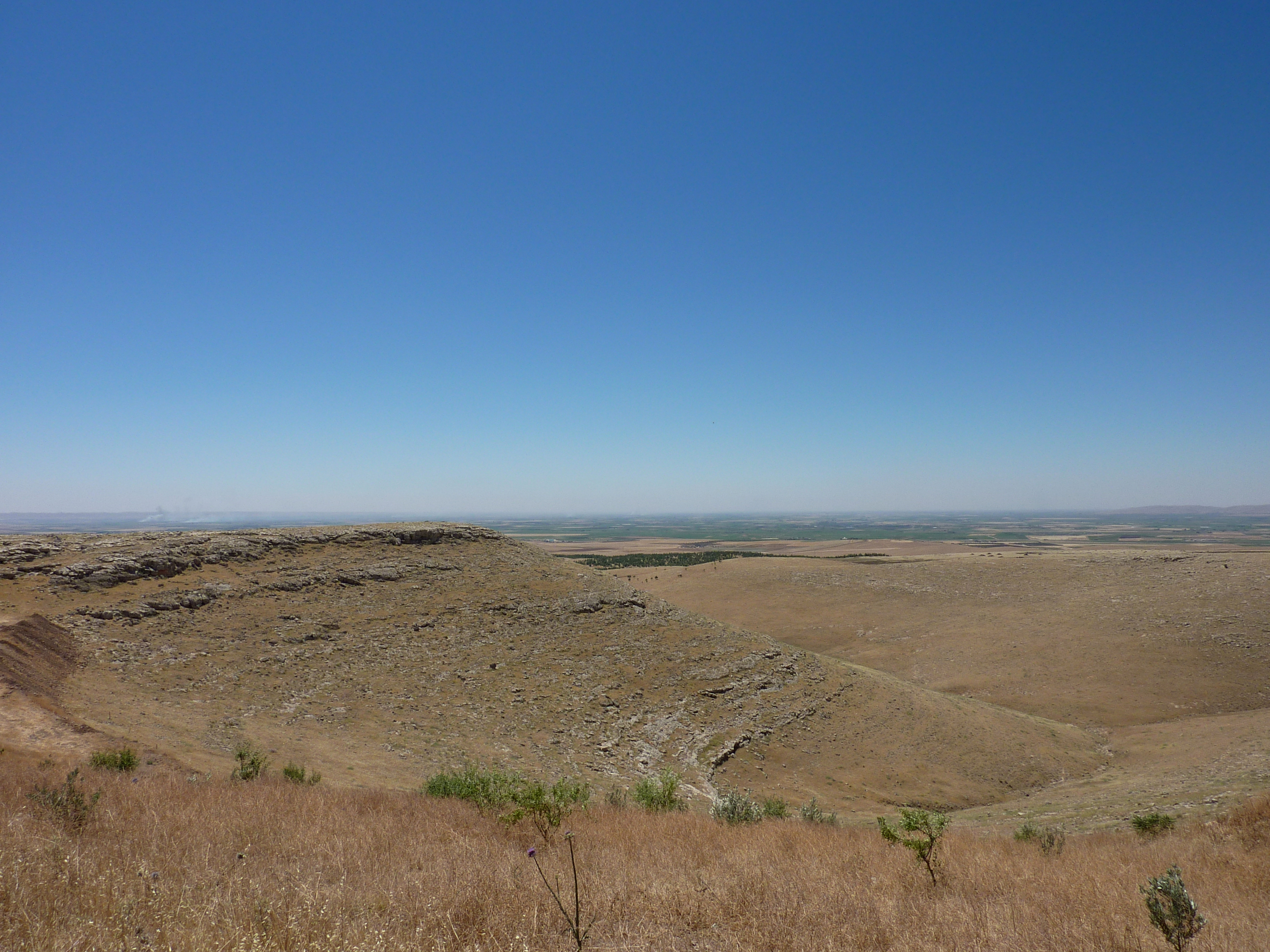
ギョベクリ・テペの周囲

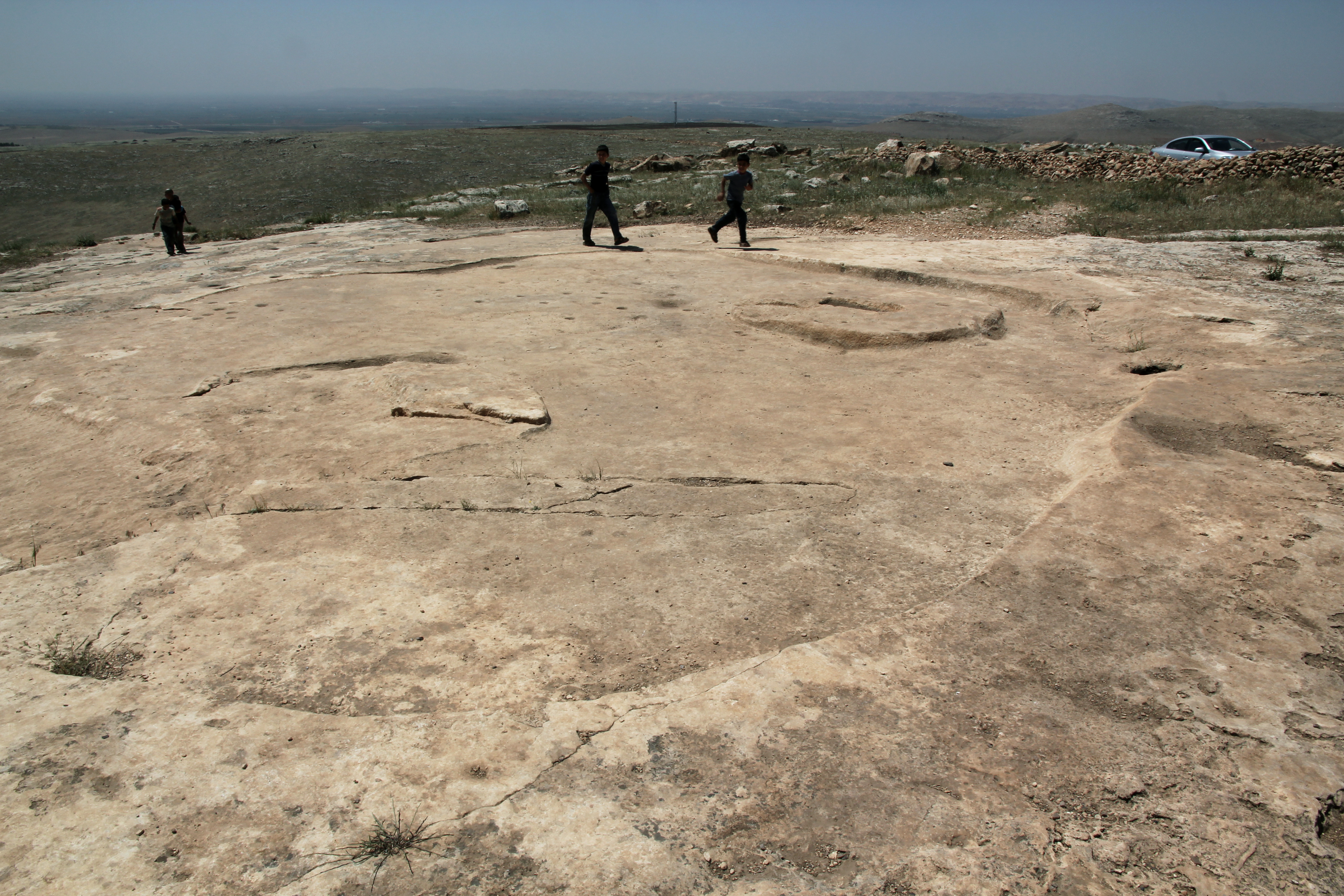
コンプレックスE

台地は侵食と採石によりその形を変えてきた。採石は新石器時代に限ったことではなく、ギリシャ・ローマ時代にも行われていた。台地の南部には長さ10メートル、幅20センチの4本の溝が見つかっている。これらは長方形のブロックを切り出した跡だと考えられている。これらはすぐ近くに土台のみ残っている長方形の建物に関わりがあるものと見られる。おそらくはリメス・アラビクス（ローマの国境防衛線）上の見張り塔であるが良くわかっていない。
台地の地形はほとんどが新石器時代に行われた巨大な一枚岩の彫刻のための採石によるもののように思われた。それらのブロックをはぎとったような輪郭が岩肌にのこっている。そして円形の石材が生産されていたらしい石切り場も見つかっている。この「石切り場」説は南東の斜面で3メートル四方の石材が見つかったことで信憑性を得た。まだ切り出されていない丁字型の石柱が3本みつかっており、これらは新石器時代の石切りによるものとみて間違いない。最も大きなものは北に残されている。長さは7メートル、頭の部分の幅は3メートルに及ぶ。この石柱の重さは50トン前後と予想される。完成していない他の2本は南の台地に放置されていた。
西の縁ではライオンのような像が見つかっている。この地域には燧石や石灰岩の欠片が多数散らばっており、彫刻の工房があったのではないかと考えられる。一方で、南の台地の表面3ヶ所に描かれたファルス（陰茎）には謎が残る。それらがギリシャ・ローマ時代の石切り場に近いことも年代の特定を難しくしている。
遺丘から離れたところに切り出された基礎がある。石柱を支えるためにあけられたのであろうソケットが2つ、それとそれらを囲むようにベンチが備えている。この基礎の構造は遺丘の第三層の基礎と一致する。この基礎はコンプレックスEとよばれている。ネヴァリ・コリの神殿と似ているので、同様に「石の寺院」とも呼ばれている。床は滑らかで、基盤岩から丁寧に切り出されている。これはギョベクリ・テペの若い遺構の床にみられるテラゾーを思わせる。すぐ北西には2つの貯水槽のように見える穴がありおそらくはコンプレックスEの一部と考えられている。穴の一方には腰くらい高さの標と5段の階段が備わっている。
西の急斜面には洞穴が見つかっており、小さな牛のレリーフが見つかっている。この洞穴から見つかったレリーフはこれだけである。

### 第三層

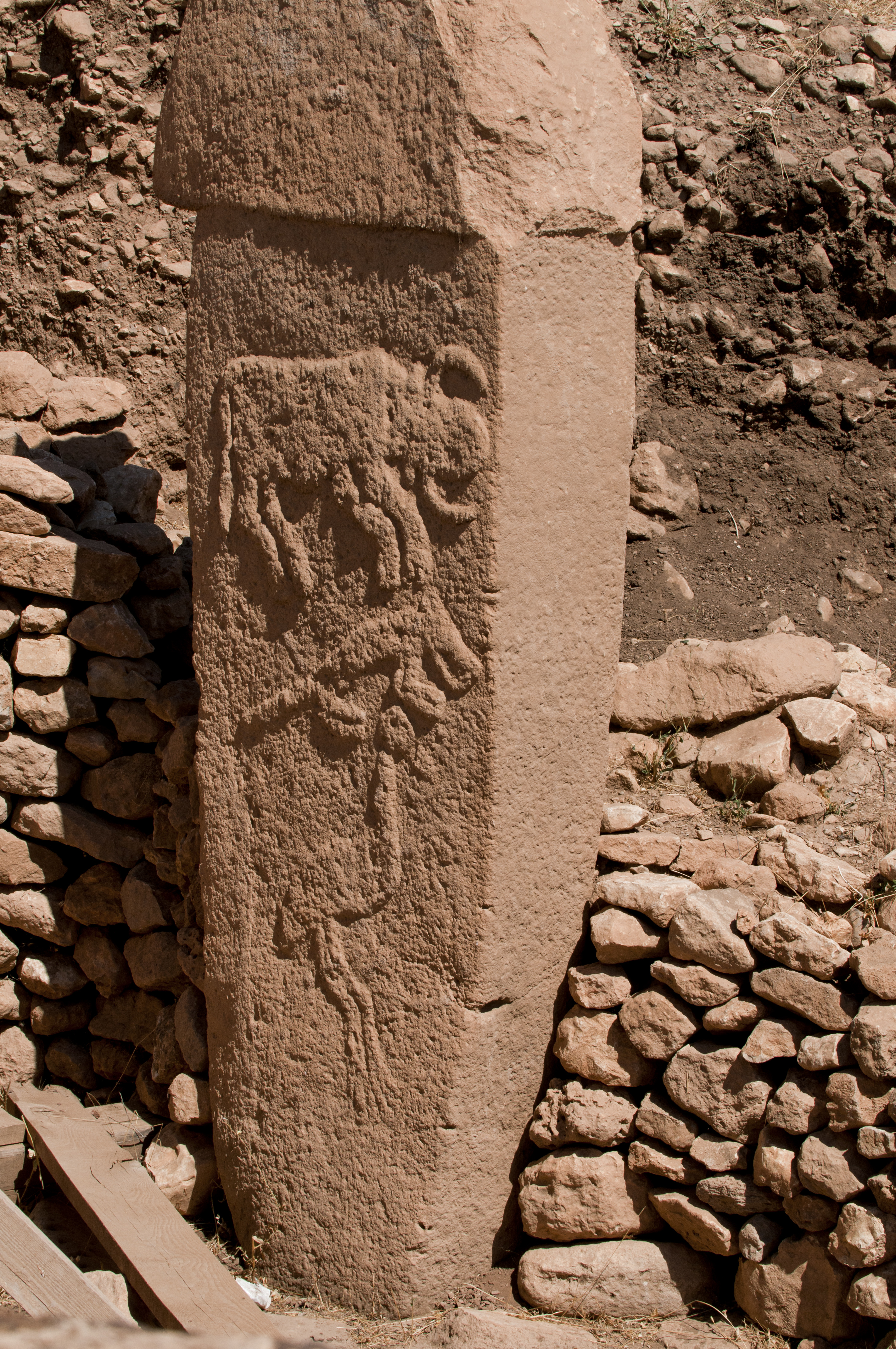
エンクロージャAのロー・レリーフの施されたピラー2（第三層）、レリーフはウシ、キツネ、ツルと考えられている。

この遺跡の歴史の早い段階に円形の構（temenos）が初めて現れる。直径は10から30メートル。特筆すべき特徴は石灰岩でできた丁字型の石柱であろう。石柱は同じ高さにそろえて立てられ、加工されていない石で作られた分厚い内壁はめ込まれている。いまのところ発掘により4つの円形の構が掘り出されている。さらに16の構が埋まっており、それらが1つにつき8以上の柱を備えていて、柱の数は合計200近くになることが物理探査によりわかっている。これら石材は丘の頂上から100メートルはなれたところにある岩盤の穴から切出された。労働者が燧石（フリント）の刃物によって石灰岩の岩盤から切り出していたと考えられている。
各円形の構の中心にはやや高めの2本の柱が向かい合わせで立てられている。これらの構が屋根を備えていたものかはわかっていない。内装として人が座れるようにデザインされたベンチが見つかっている。多くの石柱は抽象的で謎めいたピクトグラムや、動物の彫刻で装飾されている。新石器時代の洞窟壁画等によく見られるように、これらのピクトグラムもコミュニティで共有する聖なるシンボルだった可能性がある。レリーフはライオン、ウシ、イノシシ、キツネ、ガゼル、ロバといった哺乳類、ヘビやその他の爬虫類、昆虫や蜘蛛といった節足動物そして鳥、とくにハゲワシがモチーフになっている。この神殿が造られた当時は周囲の土地には森が広がり、これらのさまざまな生き物をはぐくむ生態系が存在していたようである。定住と農耕がダストボウルに近いコンディションをもたらしてしまう1000年前の時代である。チャタル・ヒュユク、エリコでもハゲワシはよく描かれる。アナトリア、中東の初期の新石器時代の文化では死者は敢えて野ざらしにし、ハゲワシや他の死肉をあさる鳥に死体を処理させていたと信じられている（祖先崇拝の思想によるものか頭部に関しては時に保存されることもあったようである） 。この文化はチベットの仏教徒やイランやインドのゾロアスター教徒が現在も行っている鳥葬の初期の形を示しているのかもしれない。

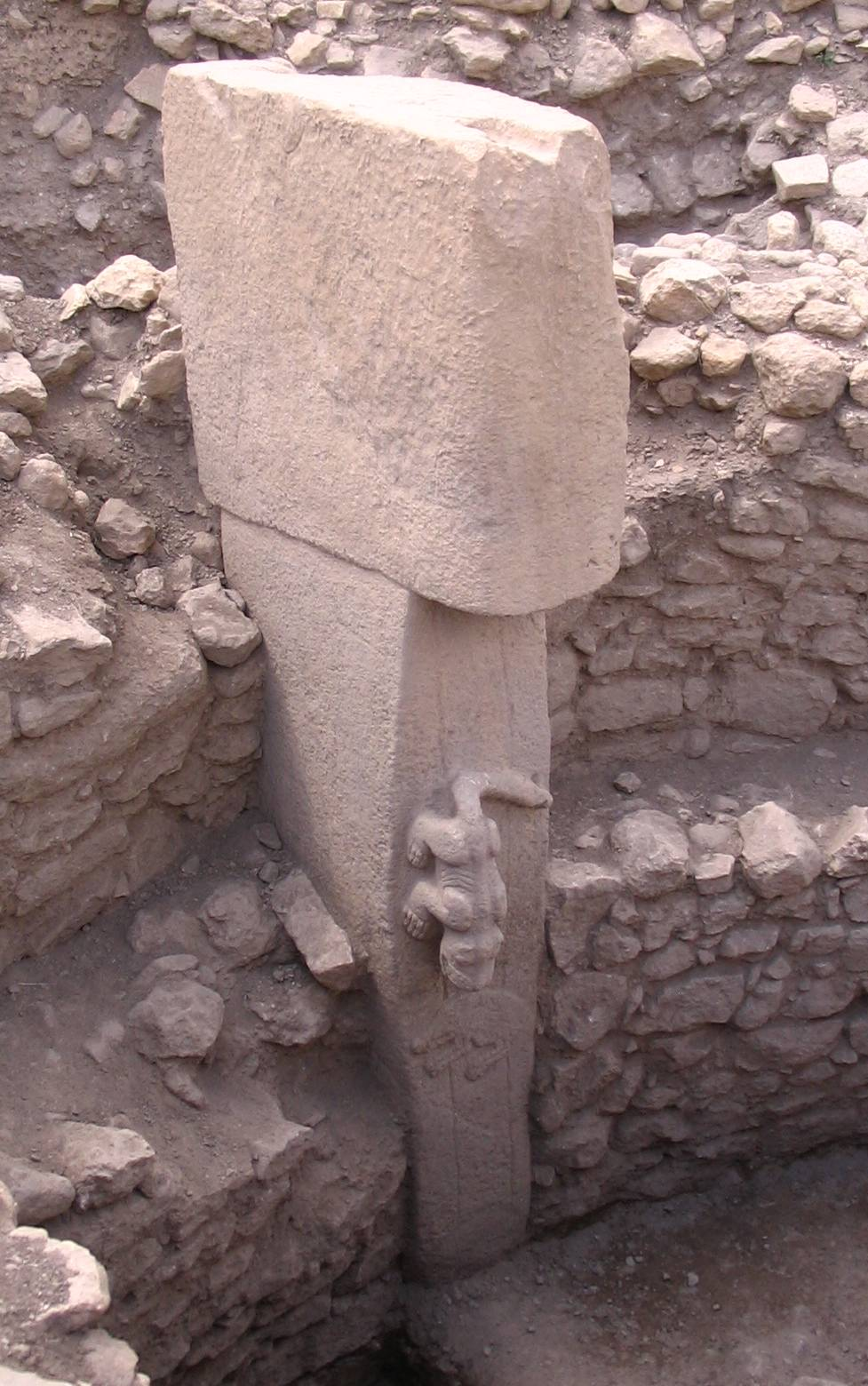
捕食動物の彫刻の施されたエンクロージャCのピラー27（第三層）。

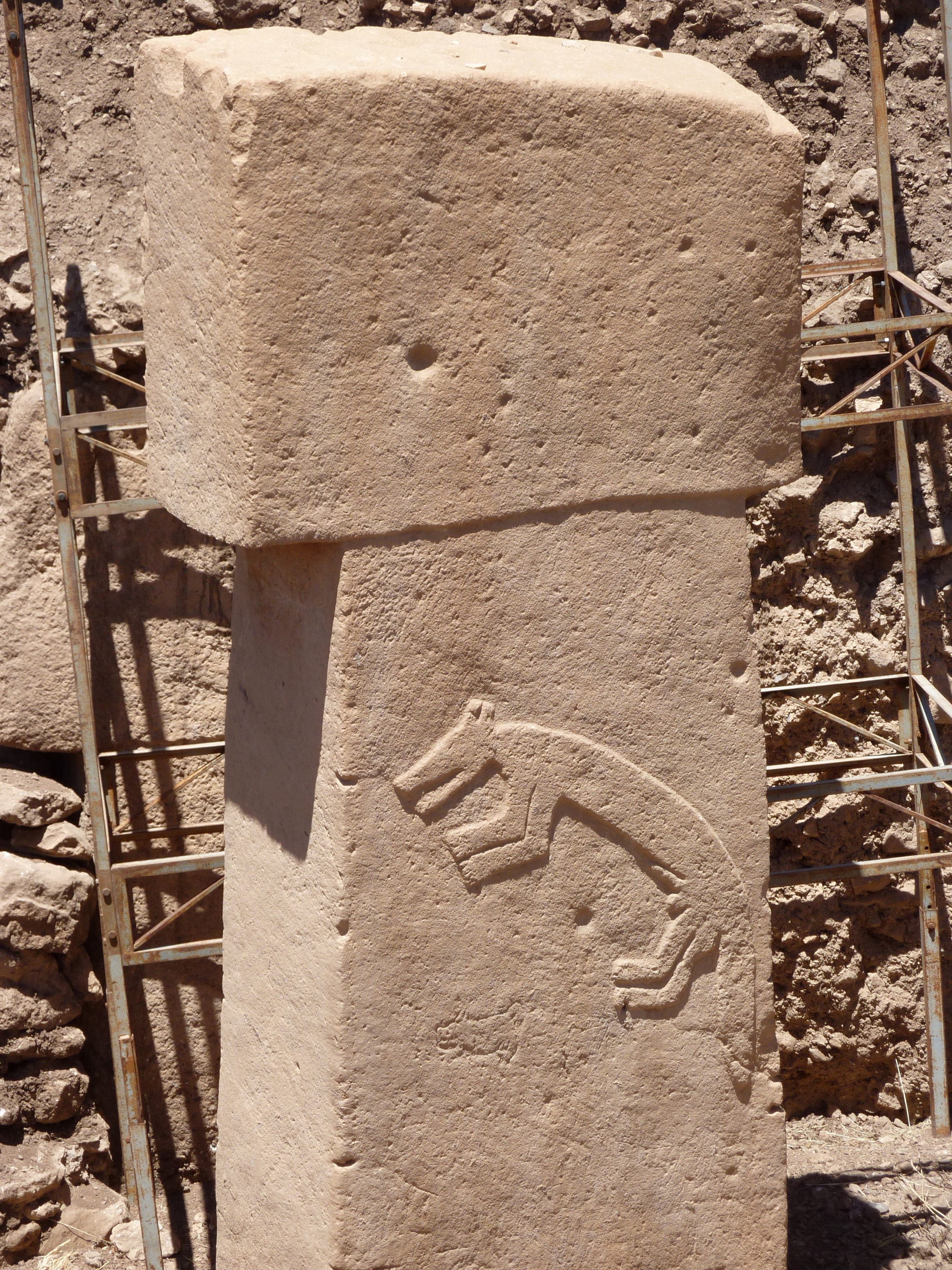
キツネの彫刻の施されたピラー

いくつかの人の形をした像がギョベクリ・テペの地表で見つかっている。いくつかの丁字型の石柱には下半分に人の腕の彫刻が彫られている。このことからこれら石柱の下半分はデフォルメされた人（あるいは神）の体を表しているとも考えられる。少数だがふんどしの施された石柱も見つかっている。この考え方でいくと石柱の上部は人の頭を象徴しているということになる。したがって石柱から擬人観を伺うことができる。これらの石柱が崇拝者の代理として造られたのか、あるいは崇拝すべき祖先なのか、超常的な存在なのかははっきりしない。
第三層、エンクロージャ2のピラー27で、ほとんど石柱の周囲全体に彫り込まれたヒョウとみられる捕食動物の彫刻が見つかると話題を集める。狩猟採集社会の中に垣間見える芸術的訓練と職工の存在が驚きを与えた。
この一番古い層のいくつかの床はテラゾー（焼かれた石灰）で造られている。それ以外は岩盤で造られ、巨大な一対の中央の石柱を支える台座を備えている。中央の石柱にはハイ・レリーフ（彫刻のように浮き出ているレリーフ）が施される。これら初期の遺構は放射性炭素年代測定により紀元前9600年から紀元前8800年と見積もられた。放射性炭素は（理由は定かではないが）遺構が石器時代の期間に埋められたことを示している。

### 第二層
第三層に見られた円形の構の建造は第二層に入ると小さい長方形の部屋の建造に取って代わられる。長方形の部屋になったことで、丸い構に比べてスペースを有効に使えるようになった。この変化はしばしば新石器時代の到来を感じさせるが、依然としてかつての丸い構の特徴をなしていた丁字型の石柱が現れる。つまり第二層のこれらの建物も神殿としての機能を持っていると考えられる。
第二層は先土器新石器Bに分類される。いくつかの隣り合う、ドアや窓の無い四角い部屋の床は石灰で磨かれていてローマのテレゾーの床を彷彿とさせる。放射性炭素は紀元前8800年から紀元前8000年の遺構であることを示している。いくつかの丁字型の石柱は1.5メートル以上の高さがあり、部屋の中央に据えられている。獰猛な表情のライオンの彫刻が施された石柱はそれが安置されている部屋の名前、すなわち「ライオンの柱の建物」のもととなっている。

### 第一層
丘の一番上の層になる。最も浅いが、もっとも長い期間を占めていた期間になる。この層は侵食による流出土砂を含み、遺構が宗教施設としての役割を終えたあとも農耕目的でされ、実質的に途切れることなく続いている層になる。遺構は紀元前8000年以降のいずれかの時点で意図的に埋められている。
建物は主にフリントからなる瓦礫、石器、どこかから持ち込まれたと思われる動物の骨の下に埋まった。ビブロス石器（鏃などのウェポン・ヘッド）とおびただしいネムリク（Nemrik）石器に加え、ヘルワン石器、アスワド（Aswad）石器が埋め戻しに使われた石器に多く見られる。

## 人類史上の意義
前提として、発掘が全体の5パーセントも進んでいないため、この遺跡に関するいかなる叙述も暫定的なものとして捉える必要がある。そもそもシュミットは、考古学調査技術の発展も見越してほとんどを手付かずのまま次世代にゆだねるつもりでいた。遺跡は先土器新石器Aに属しているというのが公式見解であるが、今のところ栽培植物や家畜の痕跡は見つかっていない。そのためこの地の人々は狩猟採集社会を形作って、しかし1年のうちのいずれかの期間はどこかの村に暮らしていた、と仮定されている。ごくわずかであるが、住宅地として使われていた痕跡も見つかっている。放射性炭素年代測定は、上で述べたように、第三層の一番若い部分は紀元前9000年頃に埋められている可能性があると示している。しかしこの積み重なった遺跡は紀元前1万1000年までには、あるいはもっと早くから神殿としての機能を持っていたのだと考えられている。
つまり遺跡の建造は陶芸、金属工学はいうに及ばず筆記や車輪の発明よりも早い、紀元前9000年前後に起こったいわゆる新石器革命、すなわち農業と畜産の始まりにも先立っている。にもかかわらずギョベクリ・テペは今まで旧石器時代や先土器新石器Aや先土器新石器Bとは無縁のものと思われていた高度な組織の存在を暗示している。考古学者はあの巨大な柱を採石場から切り出し、遺跡のある100から500メートルを移動させるには500名以上の人手が必要だと見積もっている。柱は10から20トン、採石場に残されているものは50トンに及ぶ。これらの事実は社会的地位をもった宗教的指導者たちの存在をほのめかしている。すなわち彼らが作業を監督し、そこで行われた儀式をつかさどったと考えられる。であるならば、遺跡は聖職者階級の発展を示す最古の記録になる。これは中近東のほかの地域で発展したこのような社会階級よりもずいぶんと早い。
紀元前8000年の初頭、ギョベクリ・テペは必要性を失った。農業と畜産業の発展がこの地域の社会に新しい価値観をもたらした。それにより「ストーン・エイジ・ズー（第三層のこと）」はこの地域の古い社会、すなわち採集社会にとっての価値を失った。しかしこの建造物はただ打ち捨てられ風雨に侵され、忘れ去られることにはならなかった。それぞれの遺構は丁寧に300から500立方メートルの廃物に埋められた。廃物は主に細かい石灰岩の破片と石器によって構成されている。動物の骨や、中には人間の骨も見つかっている。なぜ遺構が埋められたかはわかっていないが、それがゆえに遺構が後世にまで残ることになった。

## 解釈

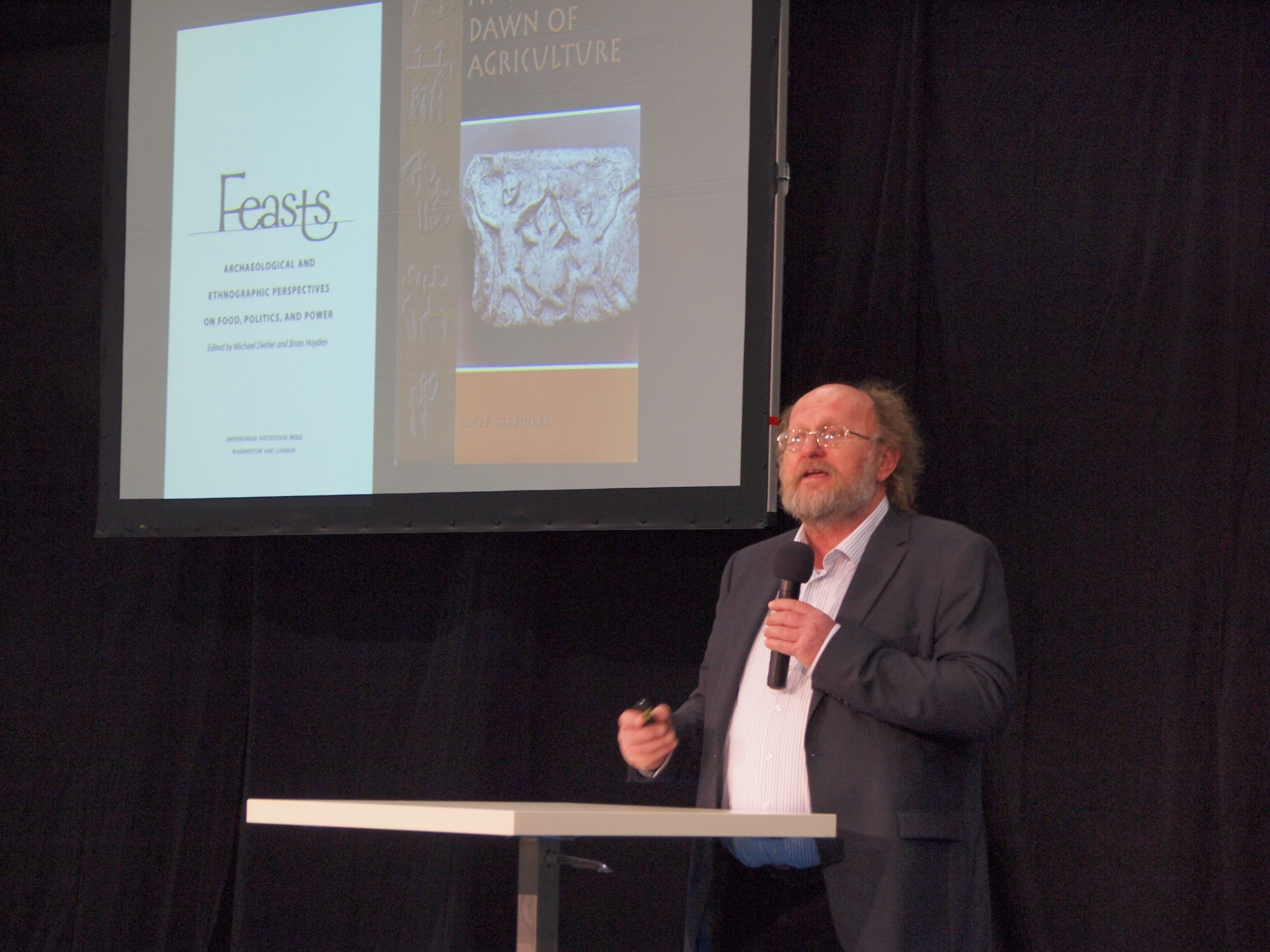
クラウス・シュミット。2014年、ザルツブルク。

シュミットの考えではギョベクリ・テペは石器時代の、山の神殿だった。放射性炭素年代測定から見ても、様式の比較分析から見てもこれは現在見つかっている中で最古の宗教施設であると考えられる。シュミットは、自身が「丘の教会」と呼んでいたこの施設は周囲160キロの範囲の信徒たちをひきつけた巡礼の目的地だったと信じていた。たとえばシカ、ガゼル、ブタ、ガチョウなど地域で狩猟目的とされた動物の骨が多数見つかっている。それらには人為的に解体された痕跡があり、食べるために狩られ、または調理され、集会のために用意された食べ物の廃棄物と考えられる。
シュミットはギョベクリ・テペを祖先崇拝の中心地で、施された動物の彫刻は死者を守る意味をもつと捉えていた。今のところ墓石や埋葬地などは見つかっていないが
、シュミットは遺構の壁の後ろに死者を弔った痕跡が発見されるのを待っていると信じていた。シュミットはまた、遺跡を新石器時代の初期段階と関連付けて解釈していた。
ギョベクリ・テペを含むいくつかの遺跡が点在しているカラジャ山近辺の地域は、現代我々が栽培を行っている少なくともいくつかの穀物（例えばヒトツブコムギ）の原産地であることを遺伝学が示唆している。現代の麦の栽培品種と野生の麦を比較したところ、カラジャ山で見つかったものが遺伝子的に最も近かった。カラジャ山は遺跡から32キロ離れたところに位置している。この結果はこの地域で、現代我々が口にしている麦が初めて栽培されたという可能性を示している。学者たちはこの結果を受け、新石器革命すなわち農耕の始まりはこの地域で起こったと考えている。シュミットも、他の学者と同様、野生の麦を野生動物（例えばガゼルの群れ、野生のロバなど）から守る必要性が、この地域のいくつかの流動的な集団が協力関係を築くきっかけとなったと考えている。野生の麦は以前よりも食料として積極的に用いられるようになり、そして慎重に栽培された。これが初期のギョペクリ・テペ近郊ののさまざまな集団をひとつの社会組織へと導いた要因と考えられる。したがって、シュミットによれば、新石器時代はごく小規模な菜園から始まったのではなく、「大規模な社会組織」という形から急速に発展した。
シュミットは、他の神殿や民族との比較からギョベクリ・テペを築いた集団が持っていたであろう信仰体系についての推測を行っている。かれはシャーマニズムに見られる風習から、丁字型の石柱は人、とりわけ祖先を模したものと仮定した。一方で後のメソポタミヤで広大な寺院と宮殿とともに発展した神々に対する信仰との共通点も指摘している。この共通点は古代のシュメール人の信仰とよく合致する。すなわち、アヌンナキの神々が住む聖なる山エクルから人々に農耕、畜産、織物が伝えられたという信仰である。シュミットはこの話を中東の原始的な神話と位置づけ、この神話の中には新石器時代の発現に関する記憶が部分的に保存されているのだと考えていた。また、動物など描かれたレリーフや彫刻には暴力的な描写がない。狩りの様子や、傷を負った動物などは描かれていないし、モチーフとなっている動物にはこの社会が主に食用としていたであろう動物、例えばシカなどよりも恐怖を掻き立てるような動物、例えばライオン、ヘビ、クモ、サソリなどがおおく見られる。

## 考古学上の価値
ギョベクリ・テペは人間社会の発達の歴史の決定的な段階に対する理解を大きく変える可能性を秘めており、考古学上特に重要な発見と考えられている。スタンフォード大学のイアン・ホッダーは「ギョベクリ・テペはすべてを変えてしまう」と述べている。ギョベクリ・テペは記念碑的な建造物が必ずしも、これまで考えられてきたように、農耕定住社会に限られたことではなく狩猟採集民でも建設可能であったことを示している。発掘に携わったクラウス・シュミットが述べるように「神殿から始まり、街が興った」可能性を示している。
マクロな視点から見た場合の意義に限らず、いくつもの柱が並ぶ神殿がこの遺跡を独特なものにしている。同時代には同じような遺跡は存在していない。500年ほど下ると、やはりドイツ考古学研究所が発掘調査を行った新石器時代の住居跡であり19年よりアタトゥルク・ダム（Atatürk Dam）に沈んでいるネヴァリ・コリが存在するが、こちらの丁字型の柱はずっと小さいものになっている。加えてこちらの神殿は村の中に作られている。およそ同時代と考えられる建造物であるエリコには美術的要素、大規模な彫刻は見られない。そしておそらく最も有名なアナトリアの新石器時代の村であるチャタル・ヒュユクはこれよりも2000年若い。<出典不明？>
現状ギョベクリ・テペの存在は先史時代について明らかにしたことよりもむしろ謎、疑問を多く生み出している。定住に至る前の社会がこれだけのボリュームの構造物を建設し、拡張し、維持するに足るだけの労働力をどのように動員し、どのような形の手当てが支払われたのかはまったくわかっていない。また、学者たちはピクトグラムを解読できておらず、これら動物のレリーフが神殿を訪れるものに対してどのような意味を持ったのかという謎も残されたままである。ライオンからいのしし、鳥、虫に至るこれら描かれた動物の持つ意味に関してはいかなる説明にも何かしらの疑問がついてまわる。周囲にほとんどまったく居住の痕跡がなく、描かれた動物のほとんどが捕食生物であることを考えると、石はある種の魔よけとしての役割を果たしてきたという考え方も可能である。あるいはある種のトーテムだった可能性もある。遺跡が祭式目的に特化したものであるという仮説にも、共同住宅であったのではないかという異論が存在しており、「太平洋岸北西部に見られる、特徴的な柱とトーテムポールで飾られたプランク・ハウス（en:Plank house）にどことなく似ている」という意見もある。立てられた石柱が2、30年ごとに埋められ、それよりも小さい同心円上にふただび石柱を立て直すということが繰り返し行われている理由もわかっていない。埋葬が行われていたとも、いなかったとも言い切れない。遺構が丁寧に埋められた理由もわかっていない。さらなる証拠がそろうまで、この遺跡の文化的背景、意義を導き出すことは難しいのが現状である。<出典不明？>

## 保存

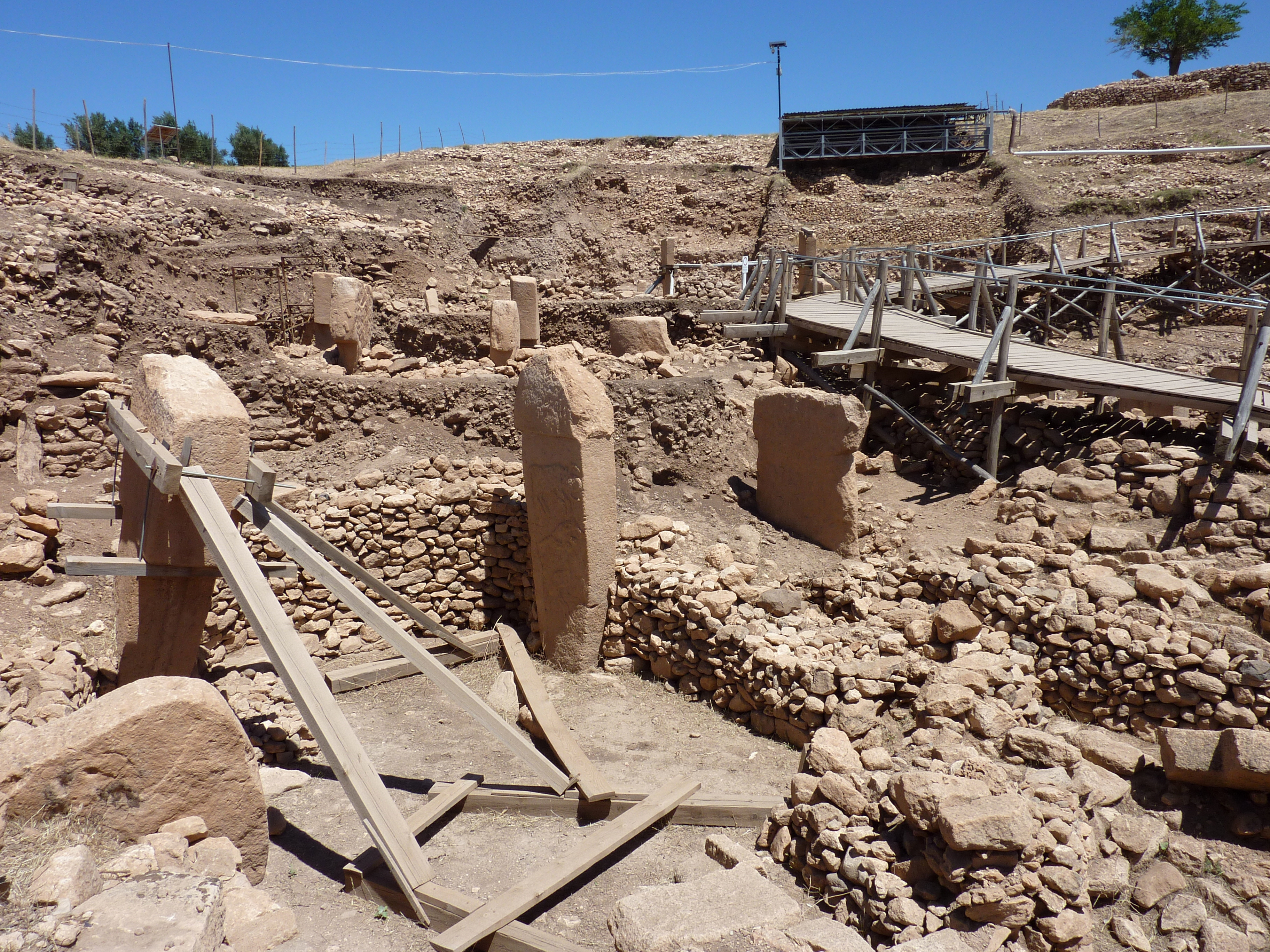
ギョベクリ・テペの遺構

トルコ政府は観光資源としての活用には消極的であったが、近年になって発掘や保護に助成金を出すようになった。
発見時の状態を保つためのためにミュージアムの建設、周囲の環境を含めた遺跡公園の建設が予定されている。
2010年、GHFは数年にわたる遺跡保護プログラムを予定していると発表した。GHFに加え、ドイツ考古学研究所、ドイツ研究振興協会、シャンルウルファ地方自治体政府、トルコ観光文化省（the Turkish Ministry of Tourism and Culture）、そして発表当初はクラウス・シュミットがパートナーとして名をつらねた。
GHFのギョベクリ・テペ・プログラムには、遺跡の管理体制の準備、遺跡保存計画、遺跡の露出部分を覆うシェルターの建設、遺跡ガイドのトレーニングに、遺跡保護のトレーニング、世界遺産登録を見据えたトルコ当局に対する支援が含まれる。次節の通り、2018年には世界遺産リストに登録された。これにより2019年にはシャンルウルファに100万人以上の観光客が訪れている。

## 世界遺産

### 登録基準
この世界遺産は世界遺産登録基準のうち、以下の条件を満たし、登録された（以下の基準は世界遺産センター公表の登録基準からの翻訳、引用である）。
- (1) 人類の創造的才能を表現する傑作。
- (2) ある期間を通じてまたはある文化圏において、建築、技術、記念碑的芸術、都市計画、景観デザインの発展に関し、人類の価値の重要な交流を示すもの。
- (4) 人類の歴史上重要な時代を例証する建築様式、建築物群、技術の集積または景観の優れた例。